# Grön ideologi
Grön ideologi är ideologin bakom grön politik och uppstod tillsammans med gröna vågen under 1970-talet. Den står utanför de klassiska ideologierna konservatism, liberalism och socialism, och har inget allmänt accepterat manifest. Ibland kallas den gröna ideologin även för ekologism. Den är intimt förknippad med miljörörelsen, fredsrörelsen, djurrättsrörelsen och feminismen. Den gröna ideologin vill ha en icke-våldsam revolution (sinnets revolution) som ersätter det de ser som dagens utnyttjande av jorden och dess varelser med ett nytt samhälle med vad de ser som en ny ekonomisk och social ordning som låter människor leva i mer samklang med de ändliga resurserna. Gröna partier finns i de flesta av Europas länder; flera av dem samverkar inom Europeiska gröna partiet och i Gruppen De gröna/Europeiska fria alliansen i Europaparlamentet. 

## Ideologisk grundsyn

### "De tre solidariteterna"
Grön ideologi nämns ofta i samband med dessa tre solidariteter. Särskilt i Sverige har de varit en grund för en större del av diskursen kring grön ideologi, då bland annat Miljöpartiet grundades med dessa tre som grund för fortsatt politisk utveckling.

#### Natursyn
Den gröna rörelsen har ett övergripande mål att bevara eller rädda naturen för naturens egen skull, men också för att säkerställa mänsklighetens långsiktiga överlevnad. Rörelsen har ett stort fokus på att en del av naturresurserna är begränsade och att utsläppen av växthusgaser måste minskas radikalt för att begränsa den mänskliga påverkan på klimatet.
Enligt den gröna ideologin måste samhället och ekonomin förändras eftersom det nuvarande samhället inte tar hänsyn till att jorden har ändliga resurser på ett tillräckligt sätt. Exempelvis så är anhängare av grön ideologi ofta negativa till ohållbart brukande av naturresurser, till exempel att skog avverkas eller fisk fångas i en takt som är högre än den naturliga tillväxten av dessa resurser. Anhängare av grön ideologi är därför ofta förespråkare för restriktioner i nyttjande av naturresurser. Enligt den gröna ideologin måste naturen få ta mer plats och människan minska sina anspråk på naturen, genom att våra ekologiska fotavtryck minskar radikalt.

#### Solidaritet med alla människor
Vid sidan om detta övergripande mål har den gröna rörelsen emellertid också ett annat mål, och det är att göra om samhället så att det blir bättre för människorna. Fokus ligger ofta på dem som har det sämst, på de som av olika skäl hamnat utanför, globalt och nationellt. Centralt i de grönas politik för att utrota svälten är synen på mat och vatten som mänskliga rättigheter och att mat i första hand bör odlas för den egna befolkningen, istället för att exporteras till den rika världen. Denna inriktning tolkas ibland av liberala debattörer som motsatsen till frihandel, och det är inte helt obefogat eftersom de gröna menar att fattiga länder har rätt att använda tullar, åtminstone för att skydda sig mot dumpningen av jordbruksprodukter från de rika länderna. Utöver detta betonas även vikten av billigt utsäde, mikrokrediter, rättvis handel, kvinnors rätt att äga mark och kapital samt en grön revolution som är demokratisk, uthållig och som fokuserar på de fattigaste. Sist, men inte minst, kräver de gröna skuldavskrivning och andra metoder som gör att de fattiga länderna har råd att avskaffa sin fattigdom.
Likt den politiska vänstern förordar de gröna en utjämnande politik som förenklat går ut på att via skattesystemet och på andra sätt föra över resurser från de mer bemedlade till de mindre bemedlade. Men de tänker sig också att alla skulle gynnas av ett system där vi delade på jobben, där utbildning, hälsovård, infrastruktur, vatten och så vidare är tillgängligt (och helst gratis) för alla. De gröna vill bevara lönearbetet som institution liksom merparten av de förmåner som är knutna till lönearbetet. Dock poängterar de också att arbete och produktivt deltagande är mer än bara lönearbete, och att det finns annat än pengar som gör att människor engagerar sig, och arbetar, för olika saker. De menar att ett socialt skyddsnät är viktigt, bland annat eftersom jobben inte räcker till alla, och att detta bör vara mer heltäckande än idag. När det kommer till beskattning så vill de beskatta miljöskadliga verksamheter mer och arbete mindre. Syftet med detta är att gynna miljö såväl som sysselsättning. De gröna vill också möjliggöra för föräldrar att vara hemma längre med egna barn.

#### Solidaritet med framtidens liv
Som en tredje stapel i det gröna kapitlet menar gröna att kommande generationerna måste beaktas vid ett politiskt beslut. Exempelvis har historiska koldioxidutsläpp från och med neolitiska revolutionen inneburit att världens klimat hållit en stabil temperatur under en period som annars hade varit i det långa loppet kylande (se Milanković-cykler). På senare tid har växthusgasutsläppen, kopplat med annan mänsklig miljöpåverkan skapat det så kallade holocenutdöendet. Grön ideologi vill gärna slippa det massutdöendet, av flera anledningar: delvis för att människan inte kan försörja sig själv på en planet utan biologisk mångfald; delvis (ur ekosofins perspektiv) för att hela arter utrotas. Historiskt har detta bland annat betytt att miljökampen stått emot den förmågan kärnvapen har att kyla ned hela jordens medeltemperatur med flera grader, men även förbrukningen av diverse kemikalier som står för artutdöendet. 
Den sista solidariteten har ofta blandats ihop med de andra två, av anledningen att "framtidens liv" ofta kan vävas in i de andra solidariteterna.

### Ekonomin - kritik mot storskalighet, monopol och centralism etc.
Ett till fokus för dagens gröna rörelse är kritiken mot oreglerad, eller felreglerad, marknadsekonomi. Det pågår en diskussion inom den gröna rörelsen om hur man skall se på frihandel, men alla gröna tycks ense om att nuvarande form av frihandel inte är bra. Nära kopplat till kritiken mot den faktiskt existerande marknadsekonomi, frihandeln och globaliseringen (som de menar får negativa konsekvenser för såväl människor som natur) finns kritiken mot centralism, storskalighet, monopol, planekonomi och överbyråkratisering. Den gröna rörelsen är också starkt kritisk till ekonomiskt tunga organisationer såsom Europeiska unionen, Internationella valutafonden, Världsbanken, Federal Reserve med flera, som de tycker står på de privilegierades sida istället för de fattigas och miljöns. Detsamma gäller de stora transnationella företagen, som de menar ofta beter sig moraliskt tvivelaktigt i fattiga länder.

### Djupekologi
Den gröna rörelsen är inspirerade av den så kallade djupekologin. Viktiga principer inom den (som främst har formulerats av den norska filosofen Arne Næss) är att
- stå för helhetstänkande och relationstänkande,
- jämna ut resursfördelning inom och mellan länder (se Rättvist miljöutrymme),
- decentralisering, ökad självförsörjning för mindre enheter och ökar självstyre,
- betona vikten av lokalsamhället, grannskapet, daglig gemenskap människor emellan,
- verka för mångsidighet, mångfald och självutveckling,
- skydda och respektera minoritetskulturer och lokalt kulturliv,
- hysa respekt för allt liv i sin helhet, det är viktigt att se att allt hänger samman,
- kämpa mot förtryck av alla individer, oberoende av folkgrupp, kön eller art och
- skapa ett annat synsätt på naturen, att se den egna individen mer som en del av naturen än naturen som ett det.

## Politiska ståndpunkter

### Energi
Den gröna ideologin förespråkar sparsamhet med energi och övergång till förnybara energikällor som vindkraft och solenergi. Motstånd mot kärnkraft och fossila bränslen utgör en del av ideologins kärna.

### Kretsloppsekonomi
Ett grönt förhållningssätt till ekonomi innebär något som kallas för kretsloppsekonomi. Man ser inte ekonomin som en avskild enhet, utan integrerad med den omgivande miljön (observera att miljö inte bara syftar på natur, utan även inkluderar mänsklig miljö i begreppet). Om man utvinner en naturresurs, har man inte skapat något, utan bara omvandlat den från ett tillstånd till ett annat. Avverkar man en skog räknas det, enligt nationalekonomisk synvinkel som en tillväxt. Man har omvandlat naturkapitalet till konkreta pengar. Kretsloppsekonomin menar att det är ett kortsiktigt perspektiv, naturkapitalet har gått förlorat för gott. Man kan inte utvinna resurser i snabbare än de hinner återväxa av sig själv. Bara när de gör det är det en faktisk tillväxt.

### Social välfärd
Många gröna partier förespråkar en omställning från dagens sociala skyddsnät som, utöver en tryggad grundersättning, utgår som procent på inkomsten till ett system byggt runt en så kallad basinkomst, en ersättning som tillfaller alla oavsett om man har en inkomst eller inte. Finansiering av basinkomst sker genom att alla eller merparten av samhällets ekonomiska bistånd/bidrag och socialförsäkringar slås ihop till ett enda system (ofta i kombination med nedskärningar eftersom samma summa pengar som tidigare tillföll dem utan inkomst nu ska delas på fler personer när även de med inkomst ska få ekonomisk ersättning).

### Hälsa, vård och omsorg
Vissa gröna politiker vill ha hårda restriktioner för farliga konsumentvaror som alkohol och tobak, medan andra är att betrakta som drogliberaler och vill tillåta cannabis. De gröna på den europeiska kontinenten är oftare drogliberala än de svenska gröna.

### Internationella relationer
De gröna är motståndare till militärt våld, och motsätter sig därför militära satsningar. Miljöpartiet i Sverige vill med många andra gröna partier i Europa reformera EU:s organisation.

### Familje- och genuspolitik
De gröna har en mycket frihetlig hållning i familjepolitiken. De stöder samkönade äktenskap och samkönade pars rätt till adoption. Vissa gröna politiker förespråkar också rätt till månggifte. Jämställdhet är ett viktigt mål inom den gröna ideologin, men de tillhör inte någon bestämd inriktning inom feminismen.

### Jordbruk, djurrätt och kosthållning
De gröna förespråkar ekologiskt jordbruk, fritt från kemikalier och GMO. De förespråkar ofta även djurrätt och vegetarisk kost.